# Larry Mullen mladší
Lawrence „Larry“ Joseph Mullen mladší (* 31. října 1961, Artane, Dublin, Irsko) je bubeník irské hudební skupiny U2.

## Ocenění
Mullen a U2 vyhráli více než 60 ocenění, včetně 22 cen Grammy. V rámci Grammy vyhrála skupina "Nejlepší rockové duo nebo skupina se zpěvem" 7x, "Album roku" 2x, "Nahrávka roku" 2x, "Skladba roku" 2x a "Nejlepší rockové album" 2x.

## Život
Narodil se 31. října 1961 v Rosemount Avenue ve čtvrti Artane v severním Dublinu (Irsko), kde bydlel až do svých 12 let. V osmi letech začal chodit na hodiny klavíru. V devíti přestal a začal hrát na bicí. V roce 1971 začal chodit do třídy Joea Bonnieho, uznávaného bubeníka. Po krátké době mu zemřel učitel bicích, hodiny převzala jeho dcera, ale Larry ztratil zájem. Přestal chodit na hodiny a začal hrát sám.
Jednou se ho táta zeptal, jestli chce ještě hrát. Larry řekl: "Jo, ale chci hrát v kapele." Táta mu navrhl, aby to zkusil u Artane Boys Band. A tak tam nastoupil... asi na tři týdny. Moc se mu tam nelíbilo, tak znovu ztratil zájem a odešel. V devíti letech mu zemřela jeho sestra Marry, to Larry začal chodit na školu Mount Temple.
Larry chtěl hrát v rockové kapele, proto vyvěsil dnes už legendární výzvu k založení kapely. Netrvalo dlouho a 25. září 1976 se sešla podivná skupinka lidí v Artane v kuchyni Mullenových - Paul Hewson, Ivan McCormick, Adam Clayton a David a Dick Evansovi. V roce 1978 při autonehodě Larrymu zemřela matka, bylo mu 17 let. Larrymu zbyla jen sestra Cecilli a otec Larry starší. Potom z kapely odešel Ivan McCormic. Do té doby se kapela jmenovala Feedback. Po 18 měsících se změnili na The Hype. Když si kapela změnila jméno na U2, odešel z kapely Dick Evans a kapela získala svou dnešní podobu.
Larry je svobodný, žije ale s Ann Acheson už od střední školy. Mají spolu syna Aarona Elvise a dceru jménem Ava.

## Zajímavosti
- Jeho matka měla ráda hudbu a chtěla donutit Larryho, aby na něco hrál. On si vybral bicí.
- Když mu zemřela matka, byl z toho na dně. Tehdy mu hodně pomohl Bono, protože se mu stalo to samé.
- Je známý tím, že zbožňuje motocykly, zvláště Harley Davidson.
- Obdivuje Elvise Presleyho.
- Byl vždy hodně nesmělý a stále je nejtišším členem kapely.
- Trpí chronickými bolestmi zad, protože špatně sedí za bicími.
- Zpěvák Bono o něm říká, že je jako Dorian Gray, protože na něm není znát přibývající věk.
- Je vegetarián.[1]